# Asilus rufibarbis
Asilus rufibarbis är en tvåvingeart som beskrevs av Macquart 1850. Asilus rufibarbis ingår i släktet Asilus och familjen rovflugor. Inga underarter finns listade i Catalogue of Life.